# Zdravko Kovačić
Zdravko-Ćiro Kovačić (* 6. Juli 1925 in Šibenik, Königreich Jugoslawien; † 1. April 2015 in Rijeka, Kroatien) war ein jugoslawischer Wasserballspieler, der mit der Wasserball-Nationalmannschaft die Silbermedaille bei den Olympischen Spielen 1952 in Helsinki sowie 1956 in Melbourne gewann. Bei Wasserball-Europameisterschaften gewann er mit dem Nationalteam 1950 Bronze und 1954 Silber.

## Karriere
Kovačić begann 1934 in Rijeka mit dem Schwimmsport, Wasserball kam relativ rasch hinzu. Seine sportliche Laufbahn wurde durch den Zweiten Weltkrieg unterbrochen. Von 1943 bis 1946 kämpfte er als Partisan für die Befreiung Jugoslawiens.
Nach dem Zweiten Weltkrieg spielte er Wasserball für VK Primorje Rijeka und bald auch für die jugoslawische Nationalmannschaft. Seine erste internationale Meisterschaft war die Europameisterschaft 1947 in Monte Carlo, die jugoslawische Mannschaft belegte den achten Platz. Im Jahr darauf nahm er mit der jugoslawischen Nationalmannschaft an den Olympischen Spielen 1948 in London teil. Stammtorhüter war Juraj Amšel, Kovačić wurde nur im Spiel gegen Australien eingesetzt. Am Ende belegten die Jugoslawen den neunten Platz. 
Juraj Amšel und Zdravko Kovačić bildeten von 1948 bis 1956 das Torhüterduo der jugoslawischen Nationalmannschaft. Nach 1948 war Kovačić aber unumstrittener Stammspieler, Amšel wurde nur 1948 tatsächlich bei Olympischen Spielen eingesetzt. Insgesamt bestritt Kovačić 87 Länderspiele, in 56 dieser Spiele war er Mannschaftskapitän.
1950 fand die Europameisterschaft in Wien statt. Es siegte die niederländische Mannschaft vor Schweden und Jugoslawen, die Schweden wiesen bei Punktgleichheit die bessere Tordifferenz gegenüber den Jugoslawen aus. Bei den Olympischen Spielen 1952 in Helsinki gewannen die Jugoslawen ihre Vorrundengruppe vor den Niederländern. In der Finalrunde siegten die Ungarn vor den Jugoslawen und den Italienern. Der direkte Vergleich zwischen den Ungarn und den Jugoslawen hatte Unentschieden mit 2:2 geendet, Die Ungarn erhielten die Goldmedaille dank ihrer Tordifferenz. Zwei Jahre später bei der Europameisterschaft 1954 in Turin gewannen die Ungarn wieder mit der besseren Tordifferenz vor den Jugoslawen. Die Jugoslawen hatten aber weniger Gegentore als die Ungarn erhalten, was nicht zuletzt an ihrem Torhüter lag. 1956 beim Olympiaturnier in Melbourne gewannen einmal mehr die Ungarn vor den Jugoslawen. Diesmal unterlagen die Jugoslawen im direkten Vergleich mit 1:2.
1957 beendete Kovačić seine sportliche Laufbahn und wurde Kaufmann. Er stieg zum Direktor der Schifffahrtsgesellschaft Jugolinija auf. Daneben war er im Ehrenamt für den jugoslawischen Wasserballverband und das Jugoslawische Olympische Komitee tätig. 
1984 wurde Zdravko Kovačić als erster Jugoslawe in die International Swimming Hall of Fame (ISHOF) aufgenommen. Als Begründung wurde angegeben, dass er in der ersten Hälfte der 1950er Jahre unbestritten der beste Wasserball-Torhüter der Welt gewesen sei.